# Texas Espanhol
```
   |-
       |
Erro:
:  
valor não especificado para "
nome_comum
"
```

O Texas Espanhol foi uma das províncias do interior da Nova Espanha de 1690 até 1821. Embora a Espanha reivindicasse a posse do território, que compreendia a maior parte do Texas atual, incluindo as terras ao norte do rio Medina e do rio Nueces, os espanhóis não tentaram colonizar a área até 1690.

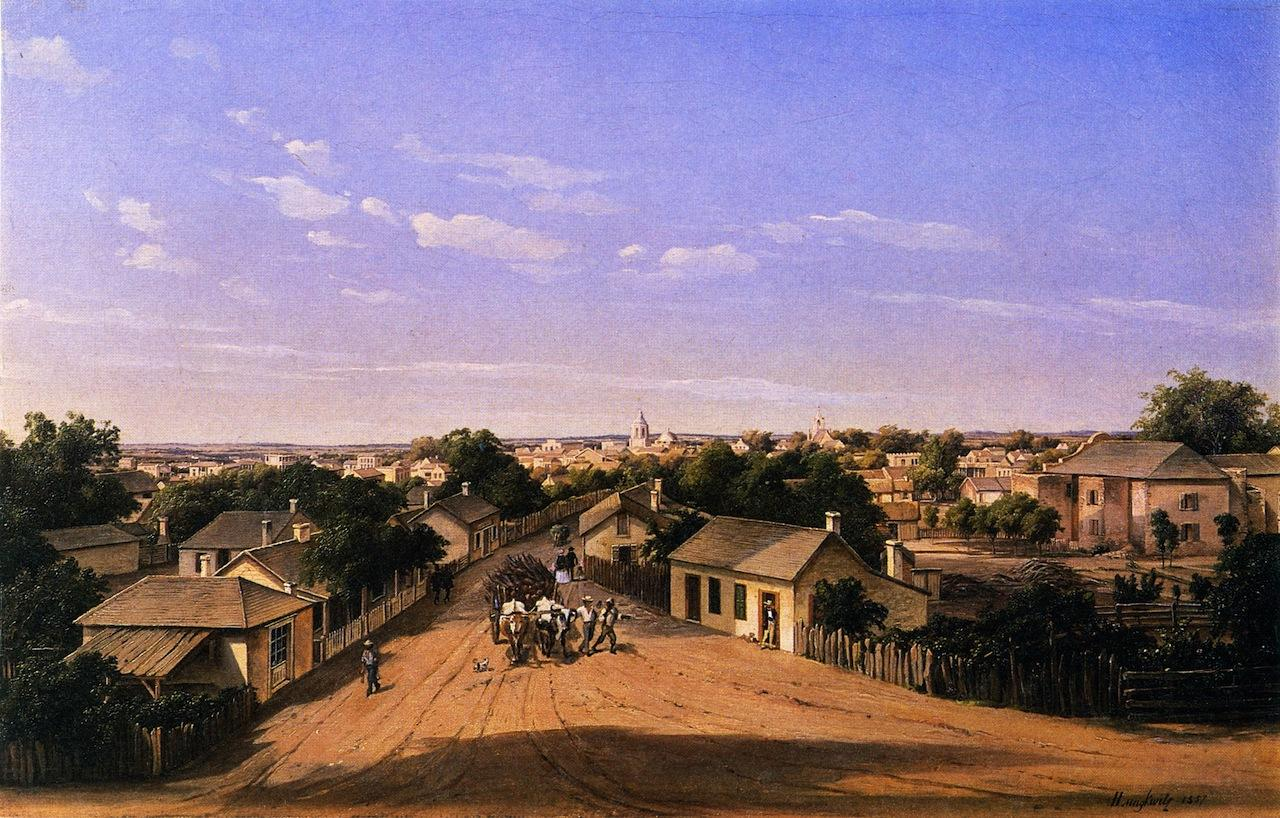
San Antonio de Bexar no século XIX